# 王彦章
王彦章（863年—923年11月15日），字賢明或子明，為中國五代十國時期後梁一位將領。根據歷史記載及傳說，王彦章以驍勇善戰及忠於後梁政權著稱。在後梁滅亡時，被夏魯奇俘虜，因不肯降於後唐政權而被殺。

## 生平
王彦章祖籍鄆州壽張縣，祖父王秀及父親王慶宗皆未曾擔任官職。王彦章獲重用後，兩人分別被追封為左散騎常侍及右武衛將軍。
他年輕時加入朱全忠的軍隊，由於戰功卓著，王彦章受到朱全忠建立的後梁政權重用。最初王彦章任開封府押牙（押衙），開平二年（908年）十月遷任左龍驤軍使，次年兼任左監門衛上將軍。乾化元年（911年）再兼任行營左先鋒馬軍使，並被封為金紫光祿大夫及檢校司空。次年（912年）朱友珪加封王彦章為檢校司徒。朱友貞（即後梁末帝）奪得政權後，王彦章於乾化三年（913年）被委任為濮州刺史及馬步軍都指揮使。次年（914年）遷任澶州刺史，並被封為「開國伯」。
乾化五年（915年）三月，後梁朝廷決議分魏州為兩個鎮，為防備當地人叛變，派遣王彦章率領五百騎兵駐守鄴城金波亭，預防突發情況。魏州人於該月月底叛變，投降晉國（後唐前身）。王彦章因軍隊受到攻擊而率軍向南逃走，其家屬被晉軍俘虜。晉國方面為了招降王彦章，優待他的家屬，又派人離間王彦章。王彦章把晉國的使者斬首，斷絕往來。同年九月，王彦章被委任為汝州防禦使、檢校太保。貞明二年（916年）四月，遷任鄭州防禦使。

### 與晉軍的戰鬥
後梁失去魏州後，不時與晉國（後唐）軍隊於黃河兩岸戰鬥，王彦章常在這些戰事中擔任先鋒。其官職時有調動：貞明三年（917年）十二月，王彦章遷為西面行營馬軍都指揮使、檢校太傅，繼續留守鄭州。不久兼任行營諸軍左廂馬軍都指揮使。貞明五年（919年）五月，遷任許州兩使留後，並保留之前的軍職。次年（920年）正月，正式擔任許州匡國軍節度使，加封「開國侯」，隨後擔任北面行營副招討使。貞明七年（921年）正月，改駐滑州。
此時，晉國軍隊已佔領黃河北岸全部地區，並於德勝口設立鐵鎖截斷航道及跨河築城。而後梁朝廷的執政者趙巖、張漢傑等人向後梁末帝建議疏遠資歷較深的大臣，故王彦章雖然身為高級將領，但朝廷並未採用他所提議的戰術。
龍德三年（923年）四月初，後唐軍隊攻佔鄆州。該消息使後梁朝廷產生恐慌。宰相敬翔在後梁末帝前自殺被阻，隨後向梁末帝建議起用王彦章。梁末帝採納其建議，於五月委任王彦章為北面招討使，取代戴思遠，並派段凝作其副手。王彦章向後梁末帝表示用三天時間即可擊敗敵軍，梁末帝身邊的大臣不相信他的保證而發笑。
王彦章認為趙巖等人敗壞朝政、令國力削弱，臨行前向親信表示，若得勝回朝，將要處死朝廷內的「奸臣」。趙巖、張漢傑得知後，感到恐懼，並認為與其被王彦章處死，不如被沙陀人（後唐軍隊）殺害，於是與段凝合謀，設法阻撓王彦章的軍事行動。

### 德勝口之戰
王彦章離開朝廷，兩天後到達滑州，在設宴的同時，暗中派遣六百名斧手，及冶鐵人員，乘船前往德勝口。王彦章在宴會中途託言更衣離場，率領數千人沿黃河往德勝口。船上士兵燒斷鐵鎖、並以斧斬斷浮橋，王彦章則率兵攻破南城。這時距離王彦章離朝之日剛好三天。李存勗得悉王彦章被任命後，認為王彦章會立刻攻擊德勝口南城，立刻引騎兵增援，但在到達時，南城已被王彦章攻佔。
李存勗拆掉北城，建造木筏，退守楊劉，沿途與王彦章隔河對戰超過一百次。戰事持續約兩個月，期間王彦章的軍隊曾幾乎攻陷楊劉，直至李存勗於博州的黃河東岸建造堡壘協助防守，形勢開始改變。王彦章之軍隊先進攻該堡壘而未能攻入，及後重新進攻楊劉而戰敗。
後梁朝廷得到戰報後，即召還王彦章，委派段凝代替其招討使職務。史稱段凝向朝廷大臣行賄，又與趙巖、張漢傑等人合謀向後梁末帝隱瞞王彦章的戰功，又於王彦章戰敗時誣陷他飲酒輕敵，因此得到兵權。及後由於段凝無法抵禦後唐軍隊的進攻，後梁在他就任後不足一百天滅亡。
王彦章回到汴梁後，在朝廷上力言自己的戰功。趙巖等人指使有關部門彈劾他「不恭」，迫令他回家。

### 被俘與被殺
其後，後唐軍隊向兗州進攻，後梁末帝再委派王彦章迎戰。這時後梁的主力皆隨段凝出征，故朝廷把首都汴梁剩下的五百名新經招募的騎兵守禦都交給王彦章，另委派張漢傑監軍。王彦章率軍渡過汶水，計劃進攻鄆州，於遞坊鎮被後唐軍隊襲擊。王彦章因兵少戰敗，撤退至中都。
十月四日（公曆923年11月14日），李存勗率領軍隊到達中都，與王彦章軍交戰。唐軍將領夏魯奇曾為朱全忠效力，與王彦章相識，聽到王彦章說話後將他認出，以槊刺傷他後將他擒獲。
李存勗與王彦章見面，問他為何防守沒有防禦工事的中都而不前往兗州防守。王彦章回應指自己受制於形勢而無能為力。王彦章看不起李存勗和李嗣源。李存勗在勸說王彦章投降被拒絕後，又派李嗣源勸說他。王彦章因傷重不能起床行走，李嗣源走到王彦章的病榻前，被王彦章以小字「邈佶烈」稱呼，以示輕蔑。
次日，李存勗命人以肩輿送王彦章至任城，王彦章以傷患痛楚為由不肯出發。李存勗派人問王彦章此行能否成功，王彦章稱段凝麾下六萬軍隊並不會輕易叛變，因此難以成功。李存勗取得回應後，知道王彦章肯定不會歸順，下令把他斬首。王彦章享年六十一歲。

## 評價
史稱王彦章驍勇善戰及擁有強大臂力。他作戰時以鐵槍為武器攻擊敵方，而其他人無法舉起他的鐵槍。軍中稱他為「王鐵槍」。
石敬瑭建立後晉後，為嘉許王彦章對後梁的忠誠，追封王彦章為太師，並尋訪其後人，授以官職。
歐陽修認為王彦章忠於職守而死，死得其所；並於新五代史中，特為王彦章另立一傳，稱為「死節傳」。

## 傳說
據《五代史補》記載，王彦章能赤腳於佈滿荊棘之地行走，因此被朱全忠賞識。
在《水滸傳》中，宋江稱王彦章曾於極短的時間內連打三十六名後唐將領。
金庸小說《射鵰英雄傳》中出現的嘉興鐵槍廟被稱為紀念王彦章而建。內裡供奉王彥章所用鐵槍，後來被江南七怪之首柯鎮惡取用，成為鐵杖。而該鐵槍廟最後成為《射鵰英雄傳》中大反派楊康中毒身亡的地方。

## 延伸阅读
[在维基数据编辑]
 《舊五代史·卷21》，出自薛居正《舊五代史》
 《新五代史/卷32》，出自歐陽修《新五代史》
 在维基共享资源阅览影像